# Heteropternis sarimahii
Heteropternis sarimahii är en insektsart som beskrevs av Mahmood, K., Samira, Salmah och Idris 2008. Heteropternis sarimahii ingår i släktet Heteropternis och familjen gräshoppor. Inga underarter finns listade i Catalogue of Life.